# ポケットモンスター Let's Go! ピカチュウ・Let's Go! イーブイ
『ポケットモンスター Let's Go! ピカチュウ・Let's Go! イーブイ』（ポケットモンスター レッツゴー! ピカチュウ・レッツゴー! イーブイ）は、株式会社ポケモンより2018年11月16日に発売されたNintendo Switch用ロールプレイングゲーム『ポケットモンスター Let's Go! ピカチュウ』（Pokémon: Let’s Go, Pikachu!）と『ポケットモンスター Let's Go! イーブイ』（Pokémon: Let’s Go, Eevee!）の総称。略称は『ポケモン ピカ・ブイ』、『ピカブイ』。本項目では、それぞれを『Let's Go! ピカチュウ』、『Let's Go! イーブイ』と省略して表記する。

## 概要
1998年にゲームボーイ用ソフトとして発売された『ポケットモンスター ピカチュウ』をベースに、遊び方やシナリオをSwitch用に再構築した作品。『ポケットモンスター』シリーズの本編では初の据置型ゲーム機でのソフトでもある。主人公がピカチュウ、ライバルがイーブイを手持ちにしていたことが由来。
パッケージのポケモンはゲーム内で主人公の相棒となるピカチュウ（声 - 大谷育江）とイーブイ（声 - 悠木碧）。『Let's Go! ピカチュウ』ではピカチュウが、『Let's Go! イーブイ』ではイーブイが相棒となる。相棒のピカチュウおよびイーブイは衣装やアクセサリーの着せ替えと髪型の変更が可能。
本作は、スマートフォン向けアプリ『Pokémon GO』で初めてポケモン作品に触れたユーザーが、次に遊ぶポケモン作品となることを想定しており、『GO』との連携により『GO』で捕まえた一部のポケモンを本作に連れて行くことができる。

## システム
相棒
上述の通り、本作ではピカチュウまたはイーブイが「相棒」となる。相棒となったポケモンは主人公の頭や肩に乗るなど共に冒険し成長する。しかし、このピカチュウやイーブイは進化しない。また、相棒だけがフィールド上で使える特殊能力「ヒジュツ」や、バトル時の「相棒わざ」のように、能力面でもほかのポケモンとは異なる。この「相棒わざ」では、ピカチュウがみずタイプの技を使うなど、相棒のタイプ とは別のタイプのわざを繰り出すこともできる。相棒とのふれあいや着せ替え、特別イベントなどの機能も実装されている。
相棒となるポケモンはソフトによって異なり、『Let's Go! ピカチュウ』ではピカチュウが、『Let's Go! イーブイ』ではイーブイが主人公の相棒となる。また、ライバルは『Let's Go! ピカチュウ』ではイーブイ、『Let's Go! イーブイ』ではピカチュウを相棒とする。
ふたりプレイ
2人目のプレイヤーが2つある片方のJoy-Conを使用すると、ゲーム内にも2人目の主人公キャラクターが登場し、バトルやポケモン捕獲の際に協力することができる。
モンスターボール Plus
本作と同時発売された、モンスターボール型のデバイス。内部にはジャイロセンサーと加速度センサーが搭載されており、Joy-Conの代わりに本作のコントローラーとして使用できるほか、本作で捕獲したポケモンを中に入れて連れ歩くことで経験値を得ることができる。また、『Pokémon GO』の拡張デバイス「Pokémon GO Plus」としても使用できる。購入特典として本作ではミュウが受け取れる。
任天堂の開発チームは「これまでにない究極のモンスターボールを作りたい」として、表面の感触や、連れ歩くと中に入れているポケモンが反応する機能など、多数のこだわりを持って開発にあたった。
『Pokémon GO』との連携
『GO』で捕獲したポケモンは、本作のセキチクシティにある「GOパーク」と呼ばれる施設に預けることができ、これを本作内で捕獲することによって、本作の手持ちポケモンとすることができる。ただし、『GO』から連れてきたポケモンを『GO』に戻すことはできない。また、全てのスマートフォンでの連携が保証されているわけではない。
送ることが出来るポケモンはカントー地方のポケモン（アローラのすがたを含む）と、幻のポケモン「メルタン」、メルタンの進化形の「メルメタル」のみである。また、ポケモンの強さは『GO』から引き継がれない。メルタンは、『GO』との連携によって入手できるアイテムを使用することで『GO』側で捕獲し、上述の方法で本作に連れてくることができる。
「モンスターボールPlus」を「Pokémon GO Plus」の代わりに使用することで、モンスターボールPlusの中に入れて連れ歩いているポケモンが、ポケストップなどで自動的にアイテムを回収する「オートスピン機能」も搭載されている。

### ポケモンに関するシステム
ポケモンの捕獲
本作では、野生のポケモンとのバトルは、一部の幻のポケモン等を除いて廃止された。また、従来のランダムエンカウント方式からシンボルエンカウント方式に変更され、ポケモンの捕獲は『Pokémon GO』同様に、モンスターボールをタイミングよく投げるというシステムになった。
ポケモンの育成
ポケモンの捕獲に成功またはバトルに勝利した際に、手持ちのすべてのポケモンに経験値が入る。また、博士にポケモンを送ることで攻撃力や防御力などの能力値を上昇させるアメを入手することができ、これを用いて育成することもできる。
ポケモンバトル
ポケモントレーナーやジムリーダーとのバトルのシステムは踏襲されており、バトルに勝利するとお金とモンスターボールなどのアイテムを入手できる。ポケモンジムには、特定の条件を満たさなければ挑戦することができない。
また、幻のポケモンは、捕獲する前にまずバトルで勝利する必要がある。
メガシンカ
『X・Y』から実装された「メガシンカ」のシステムは本作にも踏襲されている。これはバトル中にのみ発生する特殊な進化で、ポケモンの能力が飛躍的に上昇する。

## 登場人物
主人公・ライバルはオリジナルの『赤・緑・青・ピカチュウ』やリメイク作品の『ファイアレッド・リーフグリーン』とも違うデザインのものに一新されている。デフォルトネームも、主人公はカケルとアユミ、ライバルはシンとなっており、従来の主人公やライバルとは別人である。

## 幻のポケモン
本作には、新たな幻のポケモンとして、メルタンが登場する。この「メルタン」は、『GO』との連携機能によって捕獲することができる。また、メルタンは『GO』でのみメルメタルに進化させることができ、これを本作に連れて来ることができる。ポケモンシリーズで幻のポケモンが進化するのは初めての事である。メルタン、メルメタルははがねタイプ。なお、全国図鑑での番号はNo.808だが、本作での図鑑においては例外的にNo.152および153が振られている（全国図鑑ではNo.152はチコリータが該当する）。

## 世界観

### 都市・町
トキワシティ
トキワジム
ジム戦でサカキを倒した後は、2回目以降ではグリーンがジムリーダーとなっている。

ニビシティ
ご当地銘菓「ニビあられ」という回復アイテムが登場し、「いかりまんじゅう」「フエンせんべい」などと同様、ポケモンに使うと状態異常を治す効果がある。クチバシティのポケモンセンター内の本棚の雑誌によると、ゴツゴツで醤油が染みているためか見た目は茶色い岩のようで、アゴが疲れるほど非常に硬くて噛み応え抜群とのこと。
ニビジム
ジムトレーナーが2人に増えており、天井にはアニメ同様に消防用スプリンクラー設備がある。
ニビ科学博物館（ニビかがくはくぶつかん）
プテラの生きた姿の実物大モデル、3Dホログラムによる天球儀と、展示物が増えている。また、建物脇に女性とそのヤドンがいる。1日1回、女性に話しかけると博物館を見学している間ヤドンに付き添っていてくれるよう頼まれ、この願いを聞き入れると換金アイテムをもらえる。なお、ヤドンの様子はテロップに表示されるが日によって異なる。

ハナダシティ
ハナダジム
プールの両脇に飛び込み台も設置されている。ジムトレーナー全員が水着を着た「大人のおねえさん」に変わり、それぞれの名前がアニメ版におけるカスミの3人の姉と同じくサクラ・アヤメ・ボタンとなっている。
ミラクル・サイクル
『Let's Go! ピカチュウ・Let's Go! イーブイ』は自転車ではなく大型ポケモンに乗って移動するため、自転車マニアの家に変わっている。飾ってある各種自転車のうんちくを聞いてあげると、あるアイテムがもらえる。
名無しの洞窟（ななしのどうくつ）
通常はコーチトレーナーが入口を塞いでいるが、殿堂入り後は内部へ入れる様になるだけでなく、入口の脇に立つコーチトレーナーと戦うことができる。

セキチクシティ
動物園区画はポケモンに間近で接することができるふれあいコーナーとなっており、これらのポケモンは全て街が管理しているため捕獲はできない。ラプラスの近くにいる元サーファーが、あるヒジュツを伝授してくれる。
セキチクジム
内装がアニメ同様全体的に木目が目立つ和風なデザインになっている。ときどき白い煙が足元に立ち込め、この煙をよく見ると、見えない壁の配置が分かる。

GOパーク
『Let's Go! ピカチュウ・Let's Go! イーブイ』のみ登場。『ハートゴールド・ソウルシルバー』のパルパークにあたる施設。
『Pokémon GO』で捕まえたポケモンを連れてくることができる。ただし、移動できるはミュウ以外のカントー地方のポケモン・メルタン・メルメタルのみとなり、アローラのすがた以外の、通常の姿と異なるもの（シャドウポケモンおよび着飾ったポケモンなど）も『Let's Go!』に送ることができないという制約がある。 また、一度連れてきたポケモンは『GO』に戻せない。
連れてきたポケモンは『Let's Go!』で捕獲できるようになり、また、同じ種類のポケモンに25匹いればミニゲームをプレイでき、それをクリアすれば景品がもらえる。

タマムシシティ
ロケットゲームコーナー
筐体デザインが格闘ゲームやブロックゲームなどで使われるものに変わり、カジノよりゲームセンターの特色が強まった。しかし筐体では遊べなくなっている。
一定の条件を満たすと店舗前にいる男性が、あるヒジュツを伝授してくれる。
景品交換所（けいひんこうかんじょ）
建物がゲームコーナーと一体となり、休憩スペースに変わっている。交換カウンターもなくなっており、ポリゴンは野生出現など他の手段で入手可能。

ヤマブキシティ
ヤマブキジム
複数の部屋ではなく、ビルの屋上の様な複数の高台をワープで移動する。
シルフカンパニー
幹部のアポロも行く手を阻み奇襲を仕掛けてくる。サカキとの対戦直前にはサカキと社長が会話しており、企業と組織の取引の裏側、及び占拠に至る経緯をかぐわせる内容を知ることとなる。マスターボールの量産は中止したものの試作第1号は完成しており、社長はロケット団相手にその事を頑なに黙秘していた。事件解決後は、屋外を歩く社員からポリゴンを譲り受ける。
格闘道場（かくとうどうじょう）
ポケモンセンター内の本棚の雑誌のインタビュー記事にて、気合いに満ちた強気な姿勢で統一試合に臨む様子が書かれていた。

グレンタウン
島の西部が火山となっており、島の周囲を多数の小さな岩が隙間なく囲んでいるため、ヒジュツ「ミズバシリ」（秘伝技「なみのり」に相当）で水上移動での通過ができなくなっている。また、ポケモンセンター内の本棚の広報には、火山活動の活発化が進んでいる内容の他、有事の際にはポケモンセンターを避難所として解放するといった内容が書かれていた。
グレンジム
ジムのルールは従来同様クイズ形式だが、内装はギャラリー参加型クイズ番組の収録スタジオのようになっており、主人公はパネラーとしてクイズ番組に参加し、全てのクイズを進めるとカツラと戦うこととなる。ギャラリーのほとんどは島民。このジムの仕様は、娯楽が少ないグレンタウンでも島民たちが楽しめるようにとカツラが考案したもの。ほのおタイプのジムなだけあってか、消火設備も万全である。
ポケモン屋敷（ポケモンやしき）
2階から一気に地下へ飛び込む箇所が長い梯子に変わり、1階のマップを上下に貫くように架かっている。また、地下の研究区画最奥部には培養カプセルのような容器が並んでおり、ここで何らかの生体実験が行われたかのような痕跡が残る。入口への戻り方はワープパネル式に変わっている。

### 道路・水道
1番道路（1ばんどうろ）
今作ではトレーナーがいる。
7番道路（7ばんどうろ）
今作ではトレーナーが2人だけおり、草むらではポリゴンが野生で出現する。
10番道路（10ばんどうろ）
今作ではこの9・10番道路の水路でミニリュウやハクリューが出現する。
13番道路（13ばんどうろ）
今作では、13から15番道路の草むらでケンタロスや、ストライクまたはカイロス（ピカチュウ・イーブイによってどちらか）が出現する。
15番道路（15ばんどうろ）
今作ではバッドガイが比較的多い。
20番水道（20ばんすいどう）
今作ではラプラスが野生で出現する。

### 自然・その他
トキワの森（トキワのもり）
今作ではトレーナーが増え、虫採り少年の他にミニスカートもいる。
お月見山（おつきみやま）
今作ではロケット団のムサシとコジロウと、ここで初めて戦う事になる。アーボとドガースを同時に相手にするダブルバトル（2VS2）で、ニャースは出てこない。
地下通路（5-6番道路間）
今作では相棒のピカチュウまたはイーブイの尻尾によるダウジングが、一度きりではなく日を改めて何度でも可能。
イワヤマトンネル
今作ではカラカラやサイホーンやガルーラと、出現する野生ポケモンの種類が大幅に増えている。
双子島（ふたごじま）
今作ではルージュラも出現する。

## 開発
Nintendo Switch発売前から開発が進められており、『ピカチュウ』がアニメの要素を取り入れていることや、アニメが全世界80か国以降で放送されている等の事情から、アニメの視聴者に遊んでもらうためにアニメの要素が重要視され、「サトシになりきって遊べる」というところから開発が始まった。
『ピカチュウ』そのままでは遊ぶユーザーが限られてしまうという懸念から、『GO』を基にした捕獲やふたりプレイ等、新しい遊びをできる限り加えている。

## 評価

### 受賞
| Year | Award                                                 | Category                                             | Result     | Ref    |
| ---- | ----------------------------------------------------- | ---------------------------------------------------- | ---------- | ------ |
| 2018 | Game Critics Awards                                   | Best RPG                                             | ノミネート | [ 55 ] |
| 2018 | Game Critics Awards                                   | Best Family/Social Game                              | ノミネート | [ 55 ] |
| 2018 | Australian Games Awards                               | Family/Kids Title of the Year                        | ノミネート | [ 56 ] |
| 2018 | Australian Games Awards                               | RPG of the Year                                      | ノミネート | [ 56 ] |
| 2019 | New York Game Awards                                  | Central Park Children's Zoo Award for Best Kids Game | ノミネート | [ 57 ] |
| 2019 | National Academy of Video Game Trade Reviewers Awards | Game, Classic Revival                                | ノミネート | [ 58 ] |
| 2019 | 15th British Academy Games Awards                     | Family                                               | ノミネート | [ 59 ] |
| 2019 | ファミ通アワード                                      | 優秀賞                                               | 受賞       | [ 60 ] |
| 2019 | Italian Video Game Awards                             | People's Choice                                      | ノミネート | [ 61 ] |
| 2019 | Golden Joystick Awards                                | Nintendo Game of the Year                            | ノミネート | [ 62 ] |